# 霹靂布袋戲
《霹靂布袋戲》是台灣霹靂國際多媒體於1988年創立，自電視劇《霹靂金光》開始的一系列布袋戲電視劇作品或其跨媒體製作系列，以每齣劇集名稱前皆冠以「霹靂」兩字而得名。

## 製作

### 電視播映

#### 正劇系列
- 自發行出租影音與販售劇集光碟之進度、從1988年起《霹靂金光》至2023年12月29日發行完畢之《霹靂天機》為止，該系列目前發行共計2947集。
最新劇集是於2024年4月5日上檔的《霹靂邪章之道劫龍戰》。

- 《霹靂布袋戲》較舊劇集於霹靂台灣台播出，週一至週五播較舊劇集，週六至週日則播較新劇集。
電視播放劇集目前播至《霹靂開天記之創神篇下闋》(七點檔)、《霹靂兵烽決之碧血玄黃》(九點檔)（每週一至週五）、《霹靂天機》（每週六至週日）
- 2001年，《霹靂英雄榜之爭王記》亦曾改編為英文版在於美國卡通頻道播映，劇情卻被重新編輯重新配音大改造，變成了戰隊般的劇情，後因收視不佳而停播。 武俠劇方面，曾製作《造世奇俠》劇集。主角烈陽神由楊仲恩飾演，最早的舞台劇則為《狼城疑雲》。

#### 重製系列
- 《霹靂英雄戰紀》系列為當家男角素還真登場30年紀念作，為經典劇集《霹靂異數》重拍版本，2019年1月13日第一部《刀說異數》發行至2022年8月6日發行之《蝶龍之亂下闋》為止、已發行過43集，目前是與正劇系列形成另一條劇集宇宙，霹靂異數的人物官網如素還真、一頁書、葉小釵，多了霹靂英雄戰紀桌布，確認刀說異數至蝶龍之亂下闋取代經典劇集《霹靂異數》劇情。

### 電影
為拓展至國際，霹靂布袋戲亦曾拍攝成電影。2000年上映《聖石傳說》便是以傲笑紅塵為男主角所架構的霹靂布袋戲電影，其票房曾打敗同期於台灣上映的《玩具總動員2》。2015年2月11日，由黃強華執導的《奇人密碼－古羅布之謎》上映，後因國語主配音問題，導致眾多戲迷拒看，而導致票房不佳。
2016年與日本編劇虛淵玄合作的《Thunderbolt Fantasy 東離劍遊紀》系列電視劇，也陸續推出了三部劇場版電影《Thunderbolt Fantasy 生死一劍》、《Thunderbolt Fantasy 西幽玹歌》與《Thunderbolt Fantasy 東離劍遊紀 最終章》。
2020年，原先要在暑期上映的電影《素還真》因嚴重特殊傳染性肺炎疫情等原因延期，最終定檔於2022年1月28日上映，但也因為疫情的關係，使票房不理想。

## 表演手法
《霹靂布袋戲》其表演手法與傳統布袋戲有所不同。其特色是在金光布袋戲的基礎上進一步發展，包括加強聲光爆破效果，近年則使用電腦特效、戲偶的加大與精緻化、改進操偶方式等等。這些包括布景從早期的平面背景或小規模布景、單一操偶師地道，演進至今有大型布景、隱形地道、動畫合成背景，甚至實景拍攝。

### 木偶改良
木偶的眼睛部分，從早期的筆畫眼演化為玻璃眼；毛髮部分，就傳統的塑膠假髮演進為真實的植髮；尺寸與造型方面，戲偶尺寸加大、造型俊美化與擬真化。雙手從大拇指和其他四指分開、手指只能彎不能動的木手，演進到五隻指頭皆能自由抓握的塑膠活手；雙腳從不能彎曲的傳統布腿，改良為裝設關節後可以飛踢或跪坐的活腳等。近年引入「BJD」系統的娃娃製作技術，「可動關節人形」的高度擬真技術，目前少部分偶頭以3D列印的技術製作。

### 操偶
《霹靂布袋戲》的演出方式除了基本的文、武戲、甩偶等等，也加入懸絲木偶概念出發的鋼絲技術，這使得偶戲的演出同時在跳躍之外還能呈現輕功與纏鬥的視覺效果。操偶是偶戲的精髓，人偶合一是境界，也是最需時間鍛鍊的真功夫，不論生、旦、淨、末、丑、雜戲偶的個性與情緒在師傅的演繹中活靈活現了起來。
2000年上映的電影《聖石傳說》裡，操偶師為了拍攝主角傲笑紅塵和劍如冰乘船的畫面，而潛水操偶，就是典型的例子。《奇人密碼古羅布之謎》中主角阿西是機關木偶，因此操作性上不再以傳統木偶的方式為主。

## 劇情特色

### 主要人物
《霹靂布袋戲》是以劇集系列的區隔作為劇情聯貫的基礎，其劇情的特色，在於除了傳統布袋戲中劍俠戲的武俠劇情，以及文系中重視詩詞文釆和詼諧搞笑的特色之外，更發展出許多天馬行空的劇情與戲迷津津樂道的經典人物，包括回到過去的「時空聖戰」，…亦外也保留早期黃俊雄布袋戲的一些角色於劇中登場。

#### 重要人物
三台柱：
素還真

詩號: 半神半聖亦半仙，全儒全道是全賢； 腦中真書藏萬卷，掌握文武半邊天。

流派: 雜學

首席男主角，外號清香白蓮, 溫文儒雅、器宇軒昂、超凡脫俗、武學莫測高深、足智多謀、博學多能、謙虛有禮，處世圓融冷靜、慈悲親和、關懷眾生；以武林和平、天下大同為己任，『謀為天下謀、利為天下利』 - 無我、無為。為武林風塵默默承受一切，多次以絕頂智慧化解災厄，置之死地而後生, 為天下蒼生應現各種精彩玄奇的身份。幽默風趣的隨機教化，難捨能捨、忍辱負重、不計毀謗、無怨無悔，默默付出，不遺餘力、不求回報，具足大慈悲與大智慧的凡聖一體，反璞歸真『素還真』。
一頁書

詩號: 世事如棋，乾坤莫測，笑盡英雄啊!

流派: 釋

亦名『梵天』。高深的禪修大般若與武學修為，法相莊嚴、胸懷無私、正氣凜然，出道以來屢次幫助素還真攜手共同弭平武林狼煙、扭轉乾坤化解危機。身為佛門高僧，悲憫如一頁天書渡化迷航眾生，但行事作風果決明快、妒惡如仇，鏟奸除惡絕不手軟，為正道的精神指標及領導者之一，與眾不同的百世經綸，半闔眼眸看盡世俗庸人，微揚嘴角笑盡天下英雄。

葉小釵

詩號: 征衣紅塵化雲煙，江湖落拓不知年， 劍痴刀狂世紛雲，今將衣缽卸雙肩； 踏盡千山無人識，當初枉受盛名牽， 東風吹醒英雄夢，笑對青山萬重天。 愛落紅塵心已死，持刀抱劍了一生。

流派: 釋

葉小釵一生悲情，命運多舛，親人恩人朋友一個個離他而去，遭遇令人心酸，卻也因此練就了超絕的禪定功夫。是耿直專一、守信重諾的俠客，雖為侍童出身，但不屈不撓的個性，豐富的人生閱歷，讓其成為中原武林不可或缺的一員，享有「刀狂劍痴」之盛名，披肩的白髮和臉上的英雄疤，搭配沉默無言的啞巴特色，營造出該角色獨特的風範。

#### 經典神級反派
棄天帝

初登場: 霹靂神州 第5集

名言：人間，又污穢了

異度魔界的創始魔皇，毀滅之神，有著睥睨人世間的威嚴，藉聖魔元胎與神柱之能量，再臨人間苦境。無感無情，孤高自許，厭惡凡人的爭權奪利和自相殘殺，欲血洗神州大地。

死國之神

初登場: 霹靂神州III之天罪 第42集

名言: 我是死神，降臨人間， 並非殺戮，也非救贖， 我只想完成我自己的遊戲！

誕生於充滿殺戮的死境，擁有絕對無敵的能力，主宰生死。死神降臨人間，並非殺戮，也非救贖，而是抱持遊戲的心態，創造三寶，以此考驗人性，從中獲得樂趣。直到遇見一夕海棠，意外改變了死神。

八歧邪神（破壞神厄禍）

初登場: 霹靂天命之仙魔鏖鋒Ⅱ 第5章

正式登場: 霹靂天命之戰禍邪神Ⅱ 第33章

厄禍之始，萬惡之初。百妖卷中最恐怖的邪神，體內擁有七條魂魄，據說是由人類與生物龐大的怨念所造就，本身並無生命的存在，而是一種完全黑暗能量的呈現，帶來戰火與毀滅，擁有不死邪力。過去曾被九天玄尊率屠龍八劍士所敗，多年後突破示流島封印，降臨人間，再度席捲神州大地。

罪神虛無（創世神無）

初登場：霹靂魔封 第1章（光球形態）

正式登場：霹靂俠峰 第23章

罪神虛無設下圈套，利用惡魔之水擴張的時候，吸取武神獨千秋的力量，導致兩者合而為一，獨千秋的力量被虛無所吸收牽制，形成的最強狀態，當創世神無升起懸閣，開始創世之行的起點，當神無橫行苦境之時，同一時間，太曦神照也同時動作，末世聖殤，即將降臨。

魔佛波旬

初登場: 霹靂封靈島 第13集
詩號: 無界波答 無聲色難，界心牟利，波耶氣釋，答迷身悲。

欲界之主，由惡體閻達、女體女琊、智體迷達三人合體而成，為三頭六臂的魔佛，融合三人無比的力量，三人共有靈佛心，並分別保有三人之意識，可合體也可各自化出，一被喚醒便充斥著無盡的殺戮與戰亂。

#### 經典角色
談無慾

詩號: 真神真聖亦真仙，通儒通道是通賢； 腦中玄機用不盡，統轄文武半邊天。

日月星三才子之月才子，談無慾呈現出與素還真全然不同的作風與個性，這點由他的詩號可窺知一二，完全的自信促使他一出道便和素還真在檯面下互相較勁，兩人維持著亦敵亦友的關係。由於過度的驕矜自滿與好勝，讓談無慾墜入深淵，至此一蹶不振；然淨從穢生、明從闇出，沉潛再出的談無慾，蛻化為六醜暗助正道，並重拾昔日統轄文武半邊天的風采，共同戮力於武林和平。

傲笑紅塵

詩號: 半涉濁流半席清，倚箏閒吟廣陵文， 寒劍默聽君子意，傲視人間笑紅塵。

剛正不阿，對於所認定的事物，有著超乎常人的堅持。堅信公理正義的存在，不容許任何奸詐之徒為惡。劍法高深，身在詭譎武林，仍堅信自身的理念。雖有隱士之心，窮極一生尋找武林中之淨土，卻卸不下對武林的責任。

蝴蝶君

名言: 壞人有壞人的氣魄，規矩有規矩的眉角， 殺手有殺手的角度，遊戲有遊戲的魅力。

北域三大刀劍傳說之一，性惡的信奉者，瀟灑、自我風格強烈的收銀買命殺手。畢生視錢如命、精打細算，最愛黃金與苦追十八年的公孫月。行事乾淨俐落、不拖泥帶水，擅於操縱蝴蝶殺人，其刀法造詣之高深，乃北方武林之首。

亂世狂刀

情剛烈霸氣、豪邁奔放，為愛執著不悔的血性男兒。刀法精純、氣勢驚天，以一口獅頭寶刀、一套狂龍八斬法揚名天下；用情至深，為愛妻慕容嬋可堪任何犧牲、甚至一日三千斬亦在所不惜。因緣際會下得道尊相助，成為道教傳人，在歷經諸多波折和淬鍊下，心性也更為成熟、圓融，體悟出無心無我的刀鋒境界，蛻變再出的狂刀，其修為、造詣更上一層樓。

風之痕

魔界傳說中的劍術高手，無人能出其右。平生追求劍術極致，崇尚自由不受拘束，創造出風之痕、魔流劍二種截然不同的劍法，一為冷靜快意、一為狂野瘋狂。與劍痞憶秋年論交，為知己、也為堪稱敵手的朋友！

#### 三教頂峰
佛劍分說

詩號: 殺生為護生、斬業非斬人!

有一頭銀色舍利子, 體悟佛理，願斬盡世間一切惡業，墜入無間亦不悔的慈悲佛者。得天佛尊贈與佛牒，開啟其艱辛的修行之路，個性剛直不阿、正氣凜然，在見識過滅絕希望的未來世界之後，更加深佛劍堅定的救世之路，縱然逆天之路艱辛難行，亦是不由分說的一人承擔。

劍子仙跡

詩號: 何須劍道爭鋒？千人指，萬人封； 可問江湖鼎峰，三尺秋水塵不染，天下無雙。

道門不世出的先天高人，心性無為，率真豁達，是嚴肅中又帶著輕鬆幽默，與些微諷刺的世俗矯情的言談、笑看江湖，外表看似不理江湖喧鬧，實則為最關心中原安危的先天劍者。

疏樓龍宿

詩號: 華陽初上鴻門紅，疏樓更迭，龍鱗不減風采； 紫金簫，白玉琴，宮燈夜明曇華正盛， 共飲逍遙一世悠然。

劍界高人，儒門第一龍首，也是三教先天，華麗是為其口號，機敏好辯，極為自信，過著逍遙自在的隱居生活，但其作為卻是顛覆儒家傳統的形象，雖談笑風生，卻是隱隱透出堅決果斷的冷酷，因摯友劍子仙跡而再度步入中原，解救蒼生。

#### 三口組
秦假仙

天下第一辯、霹靂戲中的活寶。沒有鼻子，急公好義、腦筋靈活、辯才無礙，鬼點子永遠用不完，一手包辦武林中大小瑣事，是正道最重要的情報販子。個性自私小氣、欺善怕惡，出門總帶著一群跟班小弟，但卻有著超乎常人的好運，加上過人的機智以及不擇手段的行事風格，每每於關鍵時刻小兵立大功，對武林和平的貢獻，有著不可磨滅、取代的地位。

蔭屍人

千邪洞之主，擅長使用術法易容，整天夢想當上武林皇帝；本為歐陽世家一份子，被秦假仙收服後跟隨身旁，乃霹靂系列的代表甘草人物之一。由於其練有蔭屍大法的體質，是唯一能練成菩薩印而不死的奇人。

業途靈

原為滅境三途判之一，與十三邪靈大鬧苦境，造成生靈途炭，但之後被造世七俠煉化，又被表象意魔所擒，僥倖沒死反功力大增，但仍不敵慈海渡者被廢去武功，被秦假仙收為跟班，個性變為搞笑、逗趣。繼而宇宙神知在夢中渡化其本性並收為徒弟。跟隨秦假仙屢助正道完成不少事蹟。

*經典王者：
天策真龍
六禍蒼龍
佛業雙身
武君羅喉
*三教傳人:
葉小釵（釋）
亂世狂刀（道）
劍君十二恨（儒，已退場）
特殊環境種族
- 東瀛：神風營、示流島等
- 妖魔鬼怪：十三邪靈、三途判、閻羅鬼獄等
- 異次元世界：苦集道滅四境、異度魔界、四魌界、死國、九輪天、深寰地宇、陰陽裂界等
- 七大神秘：鱗族、異殃猂族、幽明靈族、地獄鳥、混沌一族（古域王朝）、日夜殊界、天物之澤
- 不同環境或種族：天外南海、仙靈地界、阿鼻地獄島、西疆、四奇觀、黑海森獄、天疆、怪販妖市、浮動山城、精靈天下、幽都、熾煉界、南域、魔羅血界、西崦等。
- 四大部洲：東皇玄洲、北海靈洲、西岐暮洲
- 外星人：葉口月人、非善類、宇外群雄
- 吸血鬼：西蒙、禔摩
- 機器人：紫霹靂、驤驖
- 人造人（無名）、生化人，以及許多類似現代科技的武器、道具等等。舊集境的時空遊離台、細胞分離器、挪體超空儀.變體晶液,碎島玄軻、葉口月人的幽艫都屬高科技產品。

## 歷史事件
- 1998年8月28日-31日：應邀於國家戲劇院演出《狼城疑雲》，首創布袋戲登上國家戲劇院之記錄。
- 2000年1月22日：首部布袋戲電影《聖石傳說》上映，結合傳統藝術與數位動畫，獲頒行政院新聞局「票房第一」輔導金獎勵。
- 2001年9月20日：電影《聖石傳說》於中國大陸公開上片發行，成為中國大陸首部取得正式電影進口配額之台灣電影。
- 2005年
  - 2月18日：發行《霹靂劍蹤》
  - 6月3日：發行《霹靂兵燹之刀戟戡魔錄》
  - 9月16日：發行《霹靂兵燹之刀戟戡魔錄ll》
  - 5月11日：王嘉祥導演榮獲第40屆金鐘獎「連續劇類-戲劇類導演(播)獎」、劇集《霹靂九皇座》也入圍了「傳統戲劇節目獎」。
- 2006年
  - 2月3日：發行《霹靂奇象》
  - 6月23日：發行《霹靂謎城》
  - 11月10日：發行《霹靂皇龍紀》
- 2007年
  - 2月11日：「通天教主」黃海岱過世
  - 5月4日：發行《霹靂皇朝之鍘龑史》
  - 8月17日：發行《霹靂開疆紀》
- 2008年   
  - 1月4日：發行《霹靂神州》
  - 4月18日：發行《霹靂神州II之蒼玄泣》
  - 9月26日：發行《霹靂神州IIl之天罪》
- 2009年
  - 3月6日：霹靂布袋戲改用高畫質電視的１６：９影像比例格式發行DVD，之後自「霹靂天啟」開始的所有劇集皆改採此格式。
  - 9月12日：發行震寰宇系列首部曲《霹靂震寰宇之刀龍傳說》、霹靂布袋戲劇集出租通路正式轉向全家便利商店。
- 2010年
  - 1月29日：發行震寰宇系列二部曲《霹靂震寰宇之龍戰八荒》。
  - 6月18日：發行震寰宇系列三部曲《霹靂震寰宇之兵甲龍痕》。
  - 9月30日：位於雲林縣土庫鎮的布袋戲攝影棚凌晨發生火災，火勢延燒2小時，其中有多尊布袋戲偶，如一頁書、素還真、葉小釵等本尊戲偶慘遭燻黑或燒燬，預估造成新台幣上億元的損失，以致於影響新劇集『霹靂經武紀之梟皇論戰』延後一週發片（2010年11月12日）。
  - 11月12日：發行《霹靂經武紀之梟皇論戰》。
- 2011年
  - 4月1日：發行《霹靂兵燹之聖魔戰印》。同日霹靂官方宣布因應原物料上漲與添購攝影新設備為由，將原於全家便利商店發行的霹靂布袋戲租金自新台幣130元（租金新台幣120元，押金新台幣10元）調漲至新台幣140元（租金新台幣130元，押金新台幣10元）整。
  - 2011年8月19日：發行《霹靂兵燹之問鼎天下》
- 2012年
  - 1月6日：發行《霹靂戰元史之天競鏖鋒》，發行公司名稱從大霹靂「國際影音」股份有限公司改為〈大霹靂「文創整合行銷」股份有限公司。
  - 5月25日：發行《霹靂戰元史之動機風雲》
  - 10月12日：發行《霹靂驚鴻之刀劍春秋》並改以一片為一章的方式發行，每章改為90分鐘。
- 2013年
  - 1月12日：發行《霹靂俠影之轟動武林》將隔周二加發一章的方式改為隔周五加發一章。
  - 3月14日：發行《梁祝西湖蝶夢》，一集30分鐘，共四集（兩片DVD）。
  - 6月7日：發行《霹靂俠影之轟定干戈》
  - 7月1日：每晚六點於中天娛樂台播映『霹靂震寰宇之刀龍傳說』。
  - 11月1日：發行《霹靂俠影之轟掣天下》。
  - 12月28日～2014年3月16日：於華山1914文化創意產業園區舉辦霹靂奇幻武俠世界-布袋戲藝術大展。
- 2014年
  - 3月28日：發行《霹靂俠影之轟霆劍海錄》。
  - 3月31日：公共電視HD頻道周一到周四晚間九點至十一點撥出『霹靂驚鴻之刀劍春秋』。
  - 8月22日：發行《霹靂開天記之創神篇》。
  - 10月7日：霹靂國際多媒體股份有限公司正式掛牌上櫃
- 2015年
  - 1月9日：發行《霹靂開天記之創神篇下闋》。
  - 2月11日 ：《奇人密碼－古羅布之謎》上映
  - 3月10日：因《奇人密碼：古羅布之謎》票房不佳，透過台灣證券交易所公告認列子公司偶動漫娛樂存貨跌價損失1.91億元，以持股4成來計算，將認列7600多萬元，並在去年財報全數認列，公司表示，認列後去年依舊維持賺錢局面
  - 6月5日：《霹靂謎城之九輪異譜》發行，亂世狂刀再現江湖為主軸，每次發行一章或是兩章。
  - 10月16日：發行《霹靂狼煙之九輪燎原》。
  - 12月25日：發行《霹靂狼煙之万堺塵濤》
- 2016年：
  - 2月5日：《Thunderbolt Fantasy 東離劍遊紀》首部前導PV於GOOD SMILE官方YouTube頻道釋出、6月9日霹靂官方YouTube頻道釋出中文版本前導PV。
  - 4月15日：發行劇集《霹靂狼煙之古原爭霸》。
  - 7月8日：《Thunderbolt Fantasy 東離劍遊紀》第一章內容於《霹靂狼煙之古原爭霸》第25、26章劇集DVD中搶先看。
  - 7月13日：《Thunderbolt Fantasy 東離劍遊紀》正式發行。
  - 10月7日：發行劇集《霹靂天命之仙魔鏖鋒》。
- 2017年
  - 3月31日：發行劇集《霹靂天命之仙魔鏖鋒Ⅱ斬魔錄》。
  - 6月19日：電玩遊戲《神魔之塔》合作。
  - 10月27日：發行劇集《霹靂天命之戰禍邪神》。
  - 12月8日：《Thunderbolt Fantasy 生死一劍》外傳電影第1部上映。
- 2018年
  - 1月5日：發行劇集《霹靂天命之戰禍邪神Ⅱ破邪傳》。
  - 4月29日：因應素還真出道30週年，於華山文創園區舉辦「蓮華誕」慶典活動，同日《霹靂布袋戲》成功挑戰吉尼斯紀錄，因自1988年《霹靂金光》播出超過2,000集的戲劇，成為世界「最長的木偶戲電視劇集」。
  - 4月30日：霹靂國際多媒體榮獲第三屆總統創新獎殊榮
  - 6月29日：發行劇集《霹靂驚濤》、同時「霹靂藝術科幻特展」於中正紀念堂一展廳隆重開展。
  - 10月1日：《Thunderbolt Fantasy 東離劍遊紀2》正式開播，台灣於「愛奇藝台灣站」、日本於「東京MX電視台」、中國於「優酷」三地獨家首播。
  - 11月23日：發行劇集《霹靂魔封》。
- 2019年：
  - 1月23日：為慶祝素還真登場30週年，重新翻拍1990年霹靂經典之作《霹靂異數》，同日為《霹靂英雄戰紀之刀說異數》上市日。
  - 2月1日：「霹靂藝術科幻特展」於高雄駁二蓬萊倉庫開展，展期至4月7日。
  - 6月21日：發行劇集《霹靂靖玄錄》。
  - 8月30日：發行劇集《霹靂靖玄錄下闋》。
  - 10月25日：《Thunderbolt Fantasy 西幽玹歌》外傳電影第2部上映。
  - 12月6日：發行劇集《霹靂俠峰》。
- 2020年
  - 3月24日：《超級霹靂會》主持人小狄在節目中表示：「目前有兩個國家防疫做得最好，一個是台灣，一個是新加坡。」、操偶師「貓叔」丁振清在Facebook上發表：「新冠病毒，應該叫『武漢肺炎』。」等言論引發中國大陸網友批評。《閃耀暖暖》等中國大陸合作伙伴宣布終止合作。同日晚上主持人小狄在個人Facebook道歉表示會卸下主持18年的主持棒以示負責，《霹靂布袋戲》官方微博也道歉並聲明表示，《超級霹靂會》節目將停播，後續加強自我要求與工作檢查。[6][7]
  - 5月29日：發行劇集《霹靂天越》。
  - 8月19日：發行劇集《霹靂英雄戰紀之蝶龍之亂》。
  - 9月18日：發行劇集《霹靂兵烽決》。
- 2021年
  - 2月26日：發行劇集《霹靂朝靈闕》。
  - 4月3日：《Thunderbolt Fantasy 東離劍遊紀3》正式開播。
  - 6月11日：發行劇集《霹靂兵烽決之碧血玄黃》。
  - 11月5日：發行劇集《霹靂戰魔策》。
  - 11月26日：因故暫停發片一次，黃文擇親自在官方YouTube宣布《霹靂戰魔策》7、8集順延一周。 同時宣布將卸下配音事宜，由兒子黃匯峰和配音員蔡易軒等人接手。
- 2022年
  - 1月28日：電影《素還真》正式上映。
  - 4月1日：發行劇集《霹靂兵烽決之玄象裂變》。
  - 6月12日：副董事長，八音才子黃文擇過世。
  - 8月6日：發行劇集《霹靂英雄戰紀之蝶龍之亂下闕》。
  - 8月26日：發行劇集《霹靂戰冥曲》。
  - 9月7日：《霹靂兵烽決》提名第57屆金鐘獎戲劇配樂獎，風采輪、孫敬凡、賈愛國、丁天牧、黃建秦等多位配樂老師共同入圍。
- 2023年
  - 1月13日：發行劇集《霹靂玄蒙紀》，並改以一片為一章的方式發行。
  - 7月14日：發行劇集《霹靂天機》，以一片為一章的方式發行。
  - 9月14日：《霹靂兵烽決之碧血玄黃》提名第58屆金鐘獎戲劇類節目造型設計獎、樊仕清等多位造型師入圍，同時《霹靂英雄戰紀之蝶龍之亂下闕》入圍節目類美術設計、燈光獎兩項提名。
  - 10月21日：《霹靂兵烽決之碧血玄黃》榮獲第58屆金鐘獎戲劇類節目造型設計獎。
- 2024年
  - 1月5日：發行劇集《霹靂天機貳之仙魔決》。
  - 4月5日：發行劇集《霹靂英雄戰紀之刜伐世界》。
  - 9月18日：發行第二版劇集海報《霹靂英雄戰紀之刜伐世界》。
  - 10月5日：《Thunderbolt Fantasy 東離劍遊紀4》於各大平台正式開播。
- 2025年
  - 2月21日：《Thunderbolt Fantasy 東離劍遊紀 最終章》第3部電影劇場版上映。
  - 4月18日：發行劇集《霹靂邪章之道劫龍戰》。

## 霹靂作品

### 電視播出時期列表
| 编号 | 名称             | ( 集 ) 数 | 时间           | 備註                                             |
| ---- | ---------------- | --------- | -------------- | ------------------------------------------------ |
| 01   | 雲州大儒俠史艷文 | 26        | 1983年8月15日  | 電視播出(前幾集與叔父黃俊郎和父親黃俊雄共同配音) |
| 02   | 苦海女神龍       | 30        | 1983年11月14日 | 電視播出                                         |
| 03   | 忠勇小金剛       | 30        | 1984年2月14日  | 電視播出                                         |
| 04   | 七彩霹靂門       | 31        | 1984年5月14日  | 電視播出                                         |
| 05   | 霹靂震靈霄       | 31        | 1984年8月14日  | 電視播出                                         |
| 06   | 霹靂神兵         | 30        | 1984年11月14日 | 電視播出                                         |
| 07   | 霹靂金榜         | 28        | 1985年2月14日  | 電視播出                                         |
| 08   | 霹靂真象         | 31        | 1985年8月14日  | 電視播出                                         |
| 09   | 霹靂萬象         | 28        | 1986年2月14日  | 電視播出                                         |
| 10   | 霹靂天網         | 11        | 1986年8月14日  | 電視播出                                         |
| 11   | 霹靂俠蹤         | 30        | 1986年11月14日 | 電視播出                                         |

### 過渡時期列表
| 编号 | 名称       | ( 集 ) 数 | 时间          | 備註                                  |
| ---- | ---------- | --------- | ------------- | ------------------------------------- |
| 01   | 霹靂城     | 8         | 1986年~1987年 | 中視播出 & 錄影帶(前四集由黃俊雄配音) |
| 02   | 霹靂神兵   | 8         | 1986年~1987年 | 皆是發行錄影帶                        |
| 03   | 霹靂金榜   | 8         | 1986年~1987年 | 皆是發行錄影帶                        |
| 04   | 霹靂震九霄 | 8         | 1986年~1987年 | 皆是發行錄影帶(本檔全由黃俊雄配音)    |
| 05   | 霹靂戰將   | 8         | 1986年~1987年 | 皆是發行錄影帶                        |

### 劇集出租列表
| 编号 | 名称                   | ( 集 ) 数 | 时间           | 備註                                |
| ---- | ---------------------- | --------- | -------------- | ----------------------------------- |
| 01   | 霹靂金光               | 16集      | 1988年6月      | 皆是發行錄影帶                      |
| 02   | 霹靂眼                 | 20集      | 1989年6月      | 皆是發行錄影帶                      |
| 03   | 霹靂至尊               | 15集      | 1989年11月     | 皆是發行錄影帶                      |
| 04   | 霹靂孔雀令             | 10集      | 1989年11月     | 皆是發行錄影帶(前四集由黃俊雄配音)  |
| 05   | 霹靂劍魂               | 20集      | 1990年1月      | 皆是發行錄影帶                      |
| 06   | 霹靂異數               | 40集      | 1990年2月      | 皆是發行錄影帶                      |
| 07   | 霹靂劫                 | 30集      | 1990年3月      | 皆是發行錄影帶                      |
| 08   | 霹靂天闕               | 30集      | 1990年6月      | 皆是發行錄影帶                      |
| 09   | 霹靂紫脈線             | 20集      | 1992年5月      | 皆是發行錄影帶                      |
| 10   | 霹靂烽雲               | 20集      | 1993年4月      | 皆是發行錄影帶                      |
| 11   | 霹靂天命               | 14集      | 1993年11月     | 皆是發行錄影帶                      |
| 12   | 霹靂狂刀               | 60集      | 1993年12月     | 皆是發行錄影帶                      |
| 13   | 霹靂王朝               | 30集      | 1995年3月      | 皆是發行錄影帶                      |
| 14   | 霹靂幽靈箭第一部       | 25集      | 1995年9月      | 皆是發行錄影帶                      |
| 15   | 霹靂外傳之葉小釵傳奇   | 6集       | 1996年2月      | 皆是發行錄影帶                      |
| 16   | 霹靂幽靈箭第二部       | 20集      | 1996年3月      | 皆是發行錄影帶                      |
| 17   | 霹靂英雄榜             | 50集      | 1996年7月      | 皆是發行錄影帶                      |
| 18   | 霹靂烽火錄             | 30集      | 1997年3月      | 皆是發行錄影帶                      |
| 19   | 霹靂風暴               | 40集      | 1997年7月      | 皆是發行錄影帶                      |
| 20   | 霹靂狂刀之創世狂人     | 50集      | 1998年4月      | 皆是發行錄影帶                      |
| 21   | 霹靂雷霆               | 30集      | 1999年2月      | 發行一集一片VCD                     |
| 22   | 霹靂英雄榜之江湖血路   | 40集      | 1999年7月      | 發行一集一片VCD                     |
| 23   | 霹靂英雄榜之風起雲湧一 | 20集      | 2000年3月      | 發行一集一片VCD                     |
| 24   | 霹靂英雄榜之風起雲湧二 | 30集      | 2000年7月      | 發行一集一片VCD                     |
| 25   | 霹靂英雄榜之爭王記     | 30集      | 2001年1月      | 發行一集一片VCD                     |
| 26   | 霹靂圖騰               | 20集      | 2001年5月      | 發行一集一片VCD                     |
| 27   | 霹靂異數之龍圖霸業     | 40集      | 2001年8月      | 發行一集一片VCD                     |
| 28   | 霹靂封靈島             | 20集      | 2002年4月      | 發行一集一片VCD                     |
| 29   | 霹靂兵燹               | 48集      | 2002年7月      | 發行一集一片VCD                     |
| 30   | 霹靂刀鋒               | 30集      | 2003年1月      | 發行一集一片VCD                     |
| 31   | 霹靂異數之萬里征途     | 32集      | 2003年6月27日  | 發行一集一片VCD                     |
| 32   | 霹靂九皇座             | 50集      | 2003年10月17日 | 發行一集一片DVD                     |
| 33   | 霹靂劫之闍城血印       | 26集      | 2004年4月9日   | 發行一集一片DVD                     |
| 34   | 霹靂劫之末世錄         | 24集      | 2004年7月9日   | 發行一集一片DVD                     |
| 35   | 霹靂皇朝之龍城聖影     | 40集      | 2004年10月1日  | 發行一集一片DVD                     |
| 36   | 霹靂劍蹤               | 30集      | 2005年2月18日  | 發行一集一片DVD                     |
| 37   | 霹靂兵燹之刀戟戡魔錄   | 30集      | 2005年6月3日   | 發行一集一片DVD                     |
| 38   | 霹靂兵燹之刀戟戡魔錄Ⅱ  | 40集      | 2005年9月16日  | 發行兩集一片DVD                     |
| 39   | 霹靂奇象               | 40集      | 2006年2月3日   | 發行兩集一片DVD                     |
| 40   | 霹靂謎城               | 40集      | 2006年6月23日  | 發行兩集一片DVD                     |
| 41   | 霹靂皇龍紀             | 50集      | 2006年11月10日 | 發行兩集一片DVD                     |
| 42   | 霹靂皇朝之鍘龑史       | 30集      | 2007年5月4日   | 發行兩集一片DVD                     |
| 43   | 霹靂開疆紀             | 40集      | 2007年8月17日  | 發行兩集一片DVD                     |
| 44   | 霹靂神州               | 30集      | 2008年1月4日   | 發行兩集一片DVD                     |
| 45   | 霹靂神州Ⅱ之蒼玄泣      | 46集      | 2008年4月18日  | 發行兩集一片DVD                     |
| 46   | 霹靂神州Ⅲ之天罪        | 48集      | 2008年9月26日  | 發行兩集一片DVD                     |
| 47   | 霹靂天啟               | 48集      | 2009年3月13日  | 發行兩集一片DVD                     |
| 48   | 霹靂震寰宇之刀龍傳說   | 40集      | 2009年9月12日  | 發行兩集一片DVD，由全家便利商店發行 |
| 49   | 霹靂震寰宇之龍戰八荒   | 40集      | 2010年1月29日  | 發行兩集一片DVD，由全家便利商店發行 |
| 50   | 霹靂震寰宇之兵甲龍痕   | 40集      | 2010年6月18日  | 發行兩集一片DVD，由全家便利商店發行 |
| 51   | 霹靂經武紀之梟皇論戰   | 40集      | 2010年11月12日 | 發行兩集一片DVD，由全家便利商店發行 |
| 52   | 霹靂兵燹之聖魔戰印     | 40集      | 2011年4月1日   | 發行兩集一片DVD，由全家便利商店發行 |
| 53   | 霹靂兵燹之問鼎天下     | 40集      | 2011年8月19日  | 發行兩集一片DVD，由全家便利商店發行 |
| 54   | 霹靂戰元史之天競鏖鋒   | 40集      | 2012年1月6日   | 發行兩集一片DVD，由全家便利商店發行 |
| 55   | 霹靂戰元史之動機風雲   | 40集      | 2012年5月25日  | 發行兩集一片DVD，由全家便利商店發行 |

### 改為章發行列表
| 編號 | 名稱                       | ( 章 ) 数    | 發行時間                        | 備註 |
| ---- | -------------------------- | ------------ | ------------------------------- | --- |
| 01   | 霹靂驚鴻之刀劍春秋         | 20章         | 2012年10月12日 ~ 2013年1月5日   | 每次發行一章，由全家便利商店發行。 |
| 02   | 霹靂俠影之轟動武林         | 31章(含序章) | 2013年1月12日 ~ 2013年5月31日   | 每次發行一章或兩章，由全家便利商店、7-11發行。 |
| 03   | 霹靂俠影之轟定干戈         | 32章         | 2013年6月7日 ~ 2013年10月25日   | 每次發行一章或兩章，由全家便利商店、7-11發行。 |
| 04   | 霹靂俠影之轟掣天下         | 32章         | 2013年11月1日 ~ 2014年3月21日   | 每次發行一章或兩章，由全家便利商店、7-11發行。 |
| 05   | 霹靂俠影之轟霆劍海錄       | 32章         | 2014年3月28日 ~ 2014年8月15日   | 每次發行一章或兩章，由全家便利商店、7-11發行。 |
| 06   | 霹靂開天記之創神篇         | 32章         | 2014年8月22日 ~ 2015年1月2日    | 每次發行一章或兩章，由全家便利商店、7-11發行。 |
| 07   | 霹靂開天記之創神篇下闋     | 32章         | 2015年1月9日 ~ 2015年5月29日    | 每次發行一章或兩章，由全家便利商店、7-11發行。 |
| 08   | 霹靂謎城之九輪異譜         | 32章         | 2015年6月5日 ~ 2015年10月9日    | 每次發行一章或兩章，第1~6章採每週雙章發行，並於國定連續假日期採加發一章，由全家便利商店、7-11發行。                                                                            |
| 09   | 霹靂狼煙之九輪燎原         | 16章         | 2015年10月16日 ~ 2015年12月18日 | 每次發行一章或兩章，由全家便利商店、7-11發行。 |
| 10   | 霹靂狼煙之万堺塵濤           | 32章         | 2015年12月25日 ~ 2016年4月8 日  | 每次發行兩章，由全家便利商店、7-11發行。 |
| 11   | 霹靂狼煙之古原爭霸         | 50章         | 2016年4月15日 ~ 2016年9月30日   | 每次發行兩章，由全家便利商店、7-11發行。 |
| 12   | 霹靂天命之仙魔鏖鋒         | 50章         | 2016年10月7日 ~ 2017年3月24日   | 每次發行兩章，由全家便利商店、7-11發行。 |
| 13   | 霹靂天命之仙魔鏖鋒II斬魔錄 | 60章         | 2017年3月31日 ~ 2017年10月20日  | 每次發行兩章，由全家便利商店、7-11發行。 |
| 14   | 霹靂天命之戰禍邪神         | 20章         | 2017年10月27日~2017年12月29日   | 每次發行兩章，由全家便利商店、7-11發行。 |
| 15   | 霹靂天命之戰禍邪神II破邪傳 | 50章         | 2018年1月5日~2018年6月22日      | 每次發行兩章，由全家便利商店、7-11發行。從這檔開始，發售時間改為19：00。 |
| 16   | 霹靂驚濤                   | 42章         | 2018年6月29日~2018年11月16日    | 每次發行兩章，由全家便利商店、7-11發行。 |
| 17   | 霹靂魔封                   | 60章         | 2018年11月23日~2019年6月14日    | 每次發行兩章，由全家便利商店、7-11發行。 |
| 18   | 霹靂靖玄錄                 | 20章         | 2019年6月21日~2019年8月23日     | 每次發行兩章，由全家便利商店、7-11發行。 |
| 19   | 霹靂靖玄錄下闋             | 28章         | 2019年8月30日~2019年11月29日    | 每次發行兩章，由全家便利商店、7-11發行 |
| 20   | 霹靂俠峰                   | 50章         | 2019年12月6日~ 2020年5月22日    | 每次發行兩章，由全家便利商店、7-11實體發行。由friDay影音、PILI線上發行 |
| 21   | 霹靂天越                   | 32章         | 2020年5月29日~2020年9月11日     | 每次發行兩章，由全家便利商店、7-11實體發行。由friDay影音、PILI線上發行 |
| 22   | 霹靂兵烽決                 | 46章         | 2020年9月18日~2021年2月19日     | 每次發行兩章，由全家便利商店、7-11實體發行。由friDay影音、PILI線上發行 |
| 23   | 霹靂朝靈闕                 | 30章         | 2021年2月26日~2021年6月4日      | 每次發行兩章，由全家便利商店、7-11實體發行。由friDay影音、PILI線上發行 |
| 24   | 霹靂兵烽決之碧血玄黃       | 42章         | 2021年6月11日~2021年10月29日    | 每次發行兩章，由全家便利商店、7-11實體發行。由friDay影音、PILI線上發行 |
| 25   | 霹靂戰魔策                 | 40章         | 2021年11月5日~2022年3月25日     | 每次發行兩章，由全家便利商店、7-11實體發行。由friDay影音、PILI線上發行；2021年11月26日因故暫停發片一次，故順延一周，第7章、第8章由黃匯峰和配音員蔡易軒等人接手。               |
| 26   | 霹靂兵烽決之玄象裂變       | 42章         | 2022年4月1日~ 2022年8月19日     | 每次發行兩章，由全家便利商店、7-11實體發行。由PILI線上發行 |
| 27   | 霹靂戰冥曲                 | 40章         | 2022年8月26日~2023年1月6日      | 每次發行兩章，由全家便利商店、7-11實體發行。由PILI線上發行 |
| 28   | 霹靂玄蒙紀                 | 26章         | 2023年1月13日~2023年7月7日      | 每次發行一章，由全家便利商店、7-11實體發行。由PILI線上發行 |
| 29   | 霹靂天機                   | 25章         | 2023年7月14日~2023年12月29日    | 每次發行一章，由全家便利商店、7-11實體發行。由PILI線上發行 |
| 30   | 霹靂天機貳：仙魔決         | 13章         | 2024年1月5日~2024年3月29日      | 每次發行一章，由7-11實體發行。由PILI線上發行 |
| 31   | 霹靂英雄戰紀之刜伐世界     | 55章         | 2024年4月5日~2025年4月11日      | 黃強華董事長於霹靂鋼筆開箱影片中透露，並在蝶龍之亂下闋播畢釋出下檔片名情報，接浮動山城正劇主線及刀說系列劇情，首播發行兩章，第二周之後發行一章，由7-11實體發行。由PILI線上發行 |
| 32   | 霹靂邪章之道劫龍戰         | 章           | 2025年4月18日~                  | 每次發行一章，由7-11實體發行。由PILI線上發行 |
| 33   | 霹靂英雄戰紀之塗附世界     | 章           |                                 | 每次發行一章，由7-11實體發行。由PILI線上發行 |

### 電影/劇場版
|    | 上映日期       | 名                                    | 節目長度           | 備註                                                                                           |
| -- | -------------- | ------------------------------------- | ------------------ | ---------------------------------------------------------------------------------------------- |
| 01 | 2000年1月22日  | 聖石傳說                              | 約120分鐘          |                                                                                                |
| 02 | 2013年7月1日   | 3D立體冒險劇場梵天祭                  | 約70分鐘           |                                                                                                |
| 03 | 2014年6月28日  | 3D立體冒險劇場519特工〖渠黎別劍篇〗   | 約70分鐘           |                                                                                                |
| 04 | 2015年2月11日  | 奇人密碼－古羅布之謎                  | 1時45分            | 以樓蘭大漠的故事為腳本。                                                                       |
| 05 | 2015年7月13日  | 519特工二部曲《髮巫傳奇篇》           | 限首播長度加映場次 | 延續首部曲的故事背景與主要角色。                                                               |
| 06 | 2017年12月8日  | Thunderbolt Fantasy 生死一劍          | 75分鐘             | 台日合作企劃，為《Thunderbolt Fantasy 東離劍遊紀》的外傳電影。前半為殺無生篇，後半為殤不患篇。 |
| 07 | 2019年10月25日 | Thunderbolt Fantasy 西幽玹歌          | 90分鐘             | 台日合作企劃，為《Thunderbolt Fantasy 東離劍遊紀2》的外傳電影，以「浪巫謠」作為主角。          |
| 08 | 2022年1月28日  | 素還真                                | 103分鐘            | 於2018年4月29日公布，截至2020年8月電影拍攝已殺青，預計2022年1月28日正式首映。                  |
| 09 | 2025年2月21日  | Thunderbolt Fantasy 東離劍遊紀 最終章 | 90分鐘             | 台日合作企劃，為《Thunderbolt Fantasy 東離劍遊紀》的完結篇電影。                               |

### 台日合作
| 編號 | 上映日期      | 名稱                            | 節目長度            | 備註                                                     |
| ---- | ------------- | ------------------------------- | ------------------- | -------------------------------------------------------- |
| 01   | 2016年7月13日 | Thunderbolt Fantasy 東離劍遊紀  | 13章 （每章24分鐘） | 台日合作企劃，由虛淵玄製作腳本，霹靂負責操偶製偶和拍攝。 |
| 02   | 2018年10月1日 | Thunderbolt Fantasy 東離劍遊紀2 | 13章 （每章24分鐘） | 台日合作企劃，由虛淵玄製作腳本，霹靂負責操偶製偶和拍攝。 |
| 03   | 2021年4月3日  | Thunderbolt Fantasy 東離劍遊紀3 | 13章 （每章24分鐘） | 台日合作企劃，由虛淵玄製作腳本，霹靂負責操偶製偶和拍攝。 |
| 04   | 2024年10月5日 | Thunderbolt Fantasy 東離劍遊紀4 | 12章 （每章24分鐘） | 台日合作企劃，由虛淵玄製作腳本，霹靂負責操偶製偶和拍攝。 |

### 英雄戰記系列
| 編號 | 名稱                       | (集、章) 數  | 每集時長 | 發行時間              | 備註                                                                     |
| ---- | -------------------------- | ------------ | -------- | --------------------- | ------------------------------------------------------------------------ |
| 01   | 霹靂英雄戰紀之刀說異數     | 第一季：20章 | 約50分鐘 | 第一季：2019年1月23日 | 本劇為慶祝素還真登場30週年特別製作。本劇也是1990年《霹靂異數》之重拍版。 |
| 02   | 霹靂英雄戰紀之蝶龍之亂     | 第二季：10章 | 約50分鐘 | 第二季：2020年8月19日 | 國、台語雙版本將搶先於PILI播出                                           |
| 03   | 霹靂英雄戰紀之蝶龍之亂下闋 | 13章         | 約50分鐘 | 2022年8月6日          | 於PILI、中華電信MOD中華電信MOD等線上播出                                 |

分為上下兩季 威秀影城1/23～5/28每周二晚間7:30、全台7-11、全家雙通路販售、Netflix 2019/7/12 190+國上架，7種語言字幕

### 預計發行
| 編號 | 名稱           | (集、章) 數 | 發行時間                           | 備註                                                                                    |
| ---- | -------------- | ----------- | ---------------------------------- | --------------------------------------------------------------------------------------- |
| 01   | 天生我才怎麼用 | 13集        | 原定2020年4月2日首播，因故延期播出 | 原劇名〈少年李白〉本劇為黃強華之子黃亮勛作品。臺灣於霹靂布袋戲官方YouTube頻道、PILI播出 |

### 遊戲
以下為霹靂遊戲的列表：
| 名稱                              | 出品            | 簡介 | 年份                  |
| --------------------------------- | --------------- | --- | --------------------- |
| 霹靂幽靈箭                        | 智冠出品        | 第一個角色扮演類型的霹靂遊戲，主角為天下第一素續緣 | 1997年                |
| 霹靂英雄榜                        | 智冠出品        | 該遊戲請到霹靂英雄戰場的優勝者為遊戲諮詢，並可以在遊戲中回答一千題有關於霹靂的題目 | 1999年                |
| 聖石傳說                          | 奧汀出品        | 第一個即時動作類型的霹靂遊戲，主角為清香白蓮素還真 | 2000年                |
| 創世霹靂                          | 雷爵出品        | 第一個MMO網路連線的霹靂遊戲，遊戲背景以霹靂雷霆、江湖血路的故事為主，後因種種原因，終宣告關閉。 | 2001年                |
| 霹靂奇俠傳之清香白蓮素還真        | 大宇出品        | 以秦假仙為主角的角色扮演類型遊戲，續作刀狂劍痴葉小釵、羅網乾坤崎路人、天下第一素續緣皆胎死腹中 | 2000年                |
| 霹靂奇俠傳2刀狂劍痴葉小釵         | 大宇出品        | 以葉小釵為主角的角色扮演類型遊戲，續作皆胎死腹中 | 2001年                |
| 霹靂奇俠傳3羅網乾坤崎路人         | 大宇出品        | 以崎路人為主角的角色扮演類型遊戲，續作皆胎死腹中 | 2002年                |
| 霹靂奇俠傳4天下第一素續緣         | 大宇出品        | 以素續緣為主角的角色扮演類型遊戲，續作皆胎死腹中 | 2003年                |
| 霹靂風暴                          | 第三波出品      | 第一個戰略類型的霹靂遊戲，主角為虛構人物晏雲，在XP、WIN7作業系統下，僅有音樂 並無音效及語音，此情況無解 | 2001年                |
| 霹靂麻將                          | 第三波出品      | 第一個麻將益智類型的霹靂遊戲，角色集合霹靂幽靈箭至霹靂外傳之葉小釵傳奇的人物 | 2000年                |
| 霹靂麻將2                         | 第三波出品      | 霹靂麻將續作，電腦AI極高，牌桌改成3D視角，角色是江湖血路、風起雲湧Ⅰ和Ⅱ的人物，需從16色色彩模式方可進入遊戲 | 2002年                |
| 霹靂大富翁                        | 皇統出品        | 第一個大富翁類型的霹靂遊戲，角色是霹靂狂刀的人物 | 2000年                |
| 霹靂大富翁2                       | 皇統出品        | 霹靂大富翁的續作，角色集合霹靂狂刀和風起雲湧Ⅰ和Ⅱ的人物 | 2001年                |
| 霹靂狂刀                          | 加亞製作        | 主角為亂世狂刀，只有出試玩版，因為遊戲不佳而胎死腹中 | 2002年                |
| 戲谷麻雀王.霹靂來作伙             | 第三波資訊.戲谷 | 霹靂布袋戲首次與知名線上麻將-戲谷合作，舉辦第三屆『戲谷麻雀王•霹靂來作伙』，活動期間，素還真、葉小釵、一頁書、三先天、蒼、吞佛童子、天狼星等，總計14尊一線戲偶將加入戲谷麻將戰局，目前活動已結束。 | 2009年                |
| 霹靂酷鬥卡                        | 台北網耐        | 2006年推出，為首款改編自霹靂布袋戲的桌上遊戲，目前已發行13代共994張卡片 | 2006年開始發行        |
| 霹靂神州online                    | 智冠科技        | 2012年，在195期月刊正式透露了此款遊戲,現已正式啟動 | 2013年                |
| 霹靂震寰宇之刀龍傳說online        | 智冠科技        | 2014年6月，在社群網站facebook上架設該遊戲粉絲專頁，無詳細遊戲資訊，目前在霹靂奇幻武俠世界 布袋戲藝術大展 高雄場展出遊戲宣傳區 | 2015年                |
| 霹靂江湖                          | 駿夢遊戲        | 2014年11月27日推出，為首款改編自霹靂布袋戲的Q版策略類型RPG手機遊戲，目前已上架 | 2014年                |
| 霹靂Web版                         | 駿夢遊戲        | 2015年刪檔封測，改編自霹靂布袋戲內容霹靂神州3，目前只有改版3次停止 | 2015年                |
| 霹靂傳奇                          | 智冠科技        | 2015年最新霹靂Q版RPG競技手機遊戲《霹靂傳奇》，《霹靂傳奇》以知名電視劇「霹靂布袋戲」獨創原生劇情改編，遊戲故事豐富程度更甚以往，素還真、一頁書、葉小釵、九幽、襲滅天來、西蒙等，上百位知名霹靂英雄大會師，同場較勁、各展身手。(2017年7月10日倒閉) | 2016年初封測          |
| 霹靂無敵                          | 智冠科技        | 由大霹靂正版授權、唯晶數位娛樂研發自營運之台灣首款全3D霹靂布袋戲手機遊戲《霹靂無敵》，改編霹靂兵燹劇集。(已於2019年4月30日中午12時關閉伺服器) | 2016年3月29日上市     |
| Thunderbolt Fantasy生死一劍手遊版 | 艾肯娛樂        | 由《Thunderbolt Fantasy 東離劍遊紀之生死一劍》同名手遊即將於台港澳地區登場，預計將吸引眾多布袋戲迷以及RPG玩家們，在遊戲中扮演自己所支持的角色，在多舛旅程中一決勝負，改編Thunderbolt Fantasy生死一劍電影。 | 2018年1月11日預定封測 |
| 霹靂俠影 Online                   | 智樂堂          | 由《霹靂俠影》系列角色將以 Q 版形象登場，而玩家要收集英雄卡，以多變的技能組合可讓道友戰力昇華到另一個境界，劇情任務.劇情副本.凋亡禁決要素.改編霹靂俠影劇集。 | 2018年2月9日預定公測  |
| 霹靂無雙                          | 唯晶數位        | 由大霹靂正版授權、唯晶數位娛樂研發耗時2年、斥資數千萬開發營運的全球首款霹靂競技手遊《霹靂無雙》 以實時操作為首要目標，開發團隊引入「幀同步」系統技術，打造完美無操作時差「真人即時競技」。 玩家將可化身霹靂英雄，自由操作六種戰鬥類型角色，並可依照打鬥策略施放多重華麗接技，透過系統配對，輪番與線上玩家進行即時浴血廝殺外，不只1 vs 1，更可和好友一同組隊進行3 vs 3的團戰對決，展現隊友之間攻防默契，華麗操控技巧、施展獨門必殺技能，證明誰才是遊戲中的真正王者！ 由資深霹靂迷所共組而成的《霹靂無雙》研發團隊、包括台灣手遊開發人員、畫師、美術、動畫等…團隊共計60餘人，用心製作精心打造年度最強本土手遊《霹靂無雙》。 遊戲改編自霹靂劍蹤劇集。\|\|已於2020年3月31日關閉伺服器 |                       |
| 霹靂殺                            | 霹靂國際多媒體  | 2020年4月發行，為改編自霹靂布袋戲劇集的桌遊遊戲。 | 2020年4月正式發行     |
| 聖石傳說EX                        | 奧汀出品        | 為2000年的聖石傳說遊戲復刻重製版，2022年3月11日在STEAM遊戲平台上架 | 2022年                |

## 獎項
| 獎項         | 類別                        | 入圍者 | 結果 |
| ------------ | --------------------------- | --- | ---- |
| 第40屆金鐘獎 | 戲劇類導演(播)獎 （連續劇） | 王嘉祥 | 獲獎 |
| 第40屆金鐘獎 | 傳統戲劇節目獎              | 《霹靂九皇座》 | 提名 |
| 第57屆金鐘獎 | 戲劇配樂獎                  | 《霹靂兵烽決》 風采輪、孫敬凡 賈愛國、丁天牧、黃建秦                                                              | 提名 |
| 第58屆金鐘獎 | 戲劇類節目造型設計獎        | 《霹靂兵烽決之碧血玄黃》 樊仕清、蘇怡如、張嘉復、林素幸、 郭俊岳、許振峯、張銘科、顧雅菁、 周素月、翁靖宜、陳雪燕 | 獲獎 |
| 第58屆金鐘獎 | 節目類燈光獎                | 《霹靂英雄戰紀之蝶龍之亂下闋》 王河文、張逢文                                                                     | 提名 |
| 第58屆金鐘獎 | 節目類美術設計獎            | 《霹靂英雄戰紀之蝶龍之亂下闋》 李盈萱、曾豪銘、劉淑婷、賴篁霖                                                     | 提名 |

## 外部連結
- 官方網站 （繁體中文）（页面存档备份，存于）
- 霹靂布袋戲的Facebook專頁（繁體中文）（页面存档备份，存于）
- 霹靂創世錄 （繁體中文）（页面存档备份，存于）